# Gaurena
Gaurena és un gènere de papallones nocturnes de la subfamília Thyatirinae de la família Drepanidae.

## Taxonomia
- Gaurena albifasciata Gaede, 1931
- Gaurena argentisparsa Hampson, 1896
- Gaurena aurofasciata Hampson, 1892
- Gaurena delattini Werny, 1966
- Gaurena florens Walker, 1865
- Gaurena florescens Walker, 1865
- Gaurena forsteri Werny, 1966
- Gaurena gemella Leech, 1900
- Gaurena grisescens Oberthür, 1894
- Gaurena margaritha Werny, 1966
- Gaurena nigrescens Werny, 1966
- Gaurena olivacea Houlbert, 1921
- Gaurena pretiosa Werny, 1966
- Gaurena roesleri Werny, 1966
- Gaurena sinuata Warren, 1912
- Gaurena watsoni Werny, 1966

## Espècies antigues
- Gaurena dierli Werny, 1966
- Gaurena fletcheri Werny, 1966